# EPrix van Berlijn 2020
De ePrix van Berlijn 2020 werd gehouden over zes races tussen 5 en 13 augustus 2020. De races werden verreden op drie verschillende layouts van het Tempelhof Airport Street Circuit. De races waren de zesde tot en met de elfde races van het zesde Formule E-seizoen en vormden de seizoensafsluiter. De races werden gehouden nadat de rest van het seizoen werd afgelast vanwege de coronapandemie.

## Achtergrond
Vanwege de coronapandemie werd begin maart besloten om het Formule E-seizoen te onderbreken. De races die gepland stonden in Sanya, Rome, Parijs, Seoel, Jakarta, Londen en New York werden afgelast. In plaats daarvan werd besloten om zes races in Berlijn te houden om het seizoen af te sluiten. De races werden gehouden over drie verschillende "double headers", oftewel twee races op opeenvolgende dagen, op drie verschillende layouts. De eerste twee races, gehouden op 5 en 6 augustus, werden gehouden op een omgekeerde layout ten opzichte van het normale circuit. De volgende twee races op 8 en 9 augustus werden gehouden op de normale layout. De laatste twee races op 12 en 13 augustus werden gehouden op een verlengde layout van het normale circuit met meer bochten in de tweede en derde sector.
Tijdens de lange pauze na de voorgaande race vonden een aantal rijderswisselingen plaats. Daniel Abt werd ontslagen door zijn team Audi Sport ABT Schaeffler nadat hij valsspeelde tijdens een door de Formule E georganiseerde e-sportrace en werd vervangen door René Rast. Pascal Wehrlein verliet Mahindra Racing en werd vervangen door Alex Lynn. Ma Qing Hua kon niet deelnemen aan de races in Berlijn vanwege de reisbeperkingen rondom de coronapandemie en werd vervangen door Daniel Abt. Brendon Hartley verliet GEOX Dragon en werd vervangen door Sérgio Sette Câmara. Tevens moest Panasonic Jaguar Racing-coureur James Calado de laatste twee races in Berlijn missen vanwege zijn verplichtingen in het FIA World Endurance Championship; hierin werd hij vervangen door Tom Blomqvist.

## Race 1

### Kwalificatie
| Pos                 | No | Coureur                | Team                             | Q1       | Q2       | Grid |
| ------------------- | -- | ---------------------- | -------------------------------- | -------- | -------- | ---- |
| 1                   | 13 | António Félix da Costa | DS Techeetah                     | 1:07.122 | 1:06.799 | 1    |
| 2                   | 25 | Jean-Éric Vergne       | DS Techeetah                     | 1:07.274 | 1:07.121 | 2    |
| 3                   | 36 | André Lotterer         | TAG Heuer Porsche Formula E Team | 1:07.454 | 1:07.235 | 3    |
| 4                   | 23 | Sébastien Buemi        | Nissan e.Dams                    | 1:07.267 | 1:07.248 | 4    |
| 5                   | 17 | Nyck de Vries          | Mercedes-Benz EQ Formula E Team  | 1:07.308 | 1:07.302 | 5    |
| 6                   | 64 | Jérôme d'Ambrosio      | Mahindra Racing                  | 1:07.488 | 1:07.371 | 6    |
| 7                   | 2  | Sam Bird               | Envision Virgin Racing           | 1:07.492 |          | 7    |
| 8                   | 22 | Oliver Rowland         | Nissan e.Dams                    | 1:07.521 |          | Pit  |
| 9                   | 20 | Mitch Evans            | Panasonic Jaguar Racing          | 1:07.555 |          | 8    |
| 10                  | 19 | Felipe Massa           | ROKiT Venturi Racing             | 1:07.563 |          | 9    |
| 11                  | 4  | Robin Frijns           | Envision Virgin Racing           | 1:07.581 |          | 10   |
| 12                  | 94 | Alex Lynn              | Mahindra Racing                  | 1:07.646 |          | 11   |
| 13                  | 28 | Maximilian Günther     | BMW i Andretti Motorsport        | 1:07.685 |          | 12   |
| 14                  | 66 | René Rast              | Audi Sport ABT Schaeffler        | 1:07.777 |          | 13   |
| 15                  | 48 | Edoardo Mortara        | ROKiT Venturi Racing             | 1:07.826 |          | 14   |
| 16                  | 5  | Stoffel Vandoorne      | Mercedes-Benz EQ Formula E Team  | 1:07.993 |          | 15   |
| 17                  | 27 | Alexander Sims         | BMW i Andretti Motorsport        | 1:07.996 |          | 16   |
| 18                  | 18 | Neel Jani              | TAG Heuer Porsche Formula E Team | 1:08.014 |          | 17   |
| 19                  | 3  | Oliver Turvey          | NIO 333 FE Team                  | 1:08.089 |          | 18   |
| 20                  | 7  | Nico Müller            | GEOX Dragon                      | 1:08.118 |          | 19   |
| 21                  | 11 | Lucas di Grassi        | Audi Sport ABT Schaeffler        | 1:08.136 |          | 20   |
| 22                  | 33 | Daniel Abt             | NIO 333 FE Team                  | 1:08.554 |          | 21   |
| 23                  | 6  | Sérgio Sette Câmara    | GEOX Dragon                      | 1:08.628 |          | 22   |
| 24                  | 51 | James Calado           | Panasonic Jaguar Racing          | 1:10.194 |          | 23   |
| 110%-tijd: 1:13.834 |    |                        |                                  |          |          |      |

### Race
| Pos | No | Coureur                | Team                             | Rondes | Tijd/Oorzaak uitval | Grid | Punten |
| --- | -- | ---------------------- | -------------------------------- | ------ | ------------------- | ---- | ------ |
| 1   | 13 | António Félix da Costa | DS Techeetah                     | 36     | 47:08.261           | 1    | 30     |
| 2   | 36 | André Lotterer         | TAG Heuer Porsche Formula E Team | 36     | +5.445              | 3    | 18     |
| 3   | 2  | Sam Bird               | Envision Virgin Racing           | 36     | +6.526              | 7    | 15     |
| 4   | 17 | Nyck de Vries          | Mercedes-Benz EQ Formula E Team  | 36     | +6.911              | 5    | 12     |
| 5   | 64 | Jérôme d'Ambrosio      | Mahindra Racing                  | 36     | +13.212             | 6    | 10     |
| 6   | 5  | Stoffel Vandoorne      | Mercedes-Benz EQ Formula E Team  | 36     | +13.654             | 15   | 8      |
| 7   | 23 | Sébastien Buemi        | Nissan e.Dams                    | 36     | +14.926             | 4    | 6      |
| 8   | 11 | Lucas di Grassi        | Audi Sport ABT Schaeffler        | 36     | +17.311             | 20   | 4      |
| 9   | 27 | Alexander Sims         | BMW i Andretti Motorsport        | 36     | +17.673             | 16   | 2      |
| 10  | 66 | René Rast              | Audi Sport ABT Schaeffler        | 36     | +18.852             | 13   | 1      |
| 11  | 18 | Neel Jani              | TAG Heuer Porsche Formula E Team | 36     | +21.039             | 17   |        |
| 12  | 94 | Alex Lynn              | Mahindra Racing                  | 36     | +21.603             | 11   |        |
| 13  | 20 | Mitch Evans            | Panasonic Jaguar Racing          | 36     | +22.482             | 8    |        |
| 14  | 22 | Oliver Rowland         | Nissan e.Dams                    | 36     | +23.208             | Pit  |        |
| 15  | 51 | James Calado           | Panasonic Jaguar Racing          | 36     | +28.906             | 23   |        |
| 16  | 3  | Oliver Turvey          | NIO 333 FE Team                  | 36     | +31.116             | 18   |        |
| 17  | 48 | Edoardo Mortara        | ROKiT Venturi Racing             | 36     | +38.765             | 14   |        |
| 18  | 33 | Daniel Abt             | NIO 333 FE Team                  | 36     | +39.282             | 21   |        |
| NC  | 25 | Jean-Éric Vergne       | DS Techeetah                     | 36     | +36.915             | 2    |        |
| NC  | 7  | Nico Müller            | GEOX Dragon                      | 36     | +3:02.455           | 19   |        |
| DNF | 19 | Felipe Massa           | ROKiT Venturi Racing             | 22     | Ongeluk             | 9    |        |
| DNF | 4  | Robin Frijns           | Envision Virgin Racing           | 8      | Ongeluk             | 10   |        |
| DSQ | 28 | Maximilian Günther     | BMW i Andretti Motorsport        | 36     | Gediskwalificeerd   | 12   |        |
| DSQ | 6  | Sérgio Sette Câmara    | GEOX Dragon                      | 36     | Gediskwalificeerd   | 22   |        |

## Race 2

### Kwalificatie
| Pos                 | No | Coureur                | Team                             | Q1       | Q2       | Grid |
| ------------------- | -- | ---------------------- | -------------------------------- | -------- | -------- | ---- |
| 1                   | 13 | António Félix da Costa | DS Techeetah                     | 1:06.791 | 1:06.442 | 1    |
| 2                   | 23 | Sébastien Buemi        | Nissan e.Dams                    | 1:06.779 | 1:06.859 | 2    |
| 3                   | 94 | Alex Lynn              | Mahindra Racing                  | 1:06.873 | 1:06.919 | 3    |
| 4                   | 17 | Nyck de Vries          | Mercedes-Benz EQ Formula E Team  | 1:06.924 | 1:06.921 | 4    |
| 5                   | 4  | Robin Frijns           | Envision Virgin Racing           | 1:06.924 | 1:06.974 | 5    |
| 6                   | 11 | Lucas di Grassi        | Audi Sport ABT Schaeffler        | 1:06.961 | 1:07.292 | 6    |
| 7                   | 22 | Oliver Rowland         | Nissan e.Dams                    | 1:07.018 |          | 7    |
| 8                   | 25 | Jean-Éric Vergne       | DS Techeetah                     | 1:07.035 |          | 8    |
| 9                   | 2  | Sam Bird               | Envision Virgin Racing           | 1:07.148 |          | 9    |
| 10                  | 48 | Edoardo Mortara        | ROKiT Venturi Racing             | 1:07.218 |          | 10   |
| 11                  | 28 | Maximilian Günther     | BMW i Andretti Motorsport        | 1:07.269 |          | 11   |
| 12                  | 36 | André Lotterer         | TAG Heuer Porsche Formula E Team | 1:07.285 |          | 12   |
| 13                  | 5  | Stoffel Vandoorne      | Mercedes-Benz EQ Formula E Team  | 1:07.292 |          | 13   |
| 14                  | 64 | Jérôme d'Ambrosio      | Mahindra Racing                  | 1:07.338 |          | 14   |
| 15                  | 27 | Alexander Sims         | BMW i Andretti Motorsport        | 1:07.368 |          | Pit  |
| 16                  | 3  | Oliver Turvey          | NIO 333 FE Team                  | 1:07.451 |          | 15   |
| 17                  | 20 | Mitch Evans            | Panasonic Jaguar Racing          | 1:07.516 |          | 16   |
| 18                  | 19 | Felipe Massa           | ROKiT Venturi Racing             | 1:07.557 |          | 17   |
| 19                  | 7  | Nico Müller            | GEOX Dragon                      | 1:07.581 |          | 18   |
| 20                  | 18 | Neel Jani              | TAG Heuer Porsche Formula E Team | 1:07.640 |          | 19   |
| 21                  | 6  | Sérgio Sette Câmara    | GEOX Dragon                      | 1:07.846 |          | 20   |
| 22                  | 33 | Daniel Abt             | NIO 333 FE Team                  | 1:08.005 |          | 21   |
| 23                  | 51 | James Calado           | Panasonic Jaguar Racing          | 1:08.432 |          | 22   |
| 24                  | 66 | René Rast              | Audi Sport ABT Schaeffler        | 1:08.464 |          | Pit  |
| 110%-tijd: 1:13.456 |    |                        |                                  |          |          |      |

### Race
| Pos | No | Coureur                | Team                             | Rondes | Tijd/Oorzaak uitval | Grid | Punten |
| --- | -- | ---------------------- | -------------------------------- | ------ | ------------------- | ---- | ------ |
| 1   | 13 | António Félix da Costa | DS Techeetah                     | 38     | 46:19.412           | 1    | 28     |
| 2   | 23 | Sébastien Buemi        | Nissan e.Dams                    | 38     | +3.090              | 2    | 19     |
| 3   | 11 | Lucas di Grassi        | Audi Sport ABT Schaeffler        | 38     | +8.296              | 6    | 15     |
| 4   | 4  | Robin Frijns           | Envision Virgin Racing           | 38     | +9.239              | 5    | 12     |
| 5   | 5  | Stoffel Vandoorne      | Mercedes-Benz EQ Formula E Team  | 38     | +9.695              | 13   | 11     |
| 6   | 2  | Sam Bird               | Envision Virgin Racing           | 38     | +10.081             | 9    | 8      |
| 7   | 22 | Oliver Rowland         | Nissan e.Dams                    | 38     | +13.897             | 7    | 6      |
| 8   | 48 | Edoardo Mortara        | ROKiT Venturi Racing             | 38     | +16.367             | 10   | 4      |
| 9   | 36 | André Lotterer         | TAG Heuer Porsche Formula E Team | 38     | +16.893             | 12   | 2      |
| 10  | 25 | Jean-Éric Vergne       | DS Techeetah                     | 38     | +20.919             | 8    | 1      |
| 11  | 94 | Alex Lynn              | Mahindra Racing                  | 38     | +21.288             | 3    |        |
| 12  | 20 | Mitch Evans            | Panasonic Jaguar Racing          | 38     | +22.157             | 16   |        |
| 13  | 66 | René Rast              | Audi Sport ABT Schaeffler        | 38     | +22.631             | Pit  |        |
| 14  | 7  | Nico Müller            | GEOX Dragon                      | 38     | +23.579             | 18   |        |
| 15  | 18 | Neel Jani              | TAG Heuer Porsche Formula E Team | 38     | +26.381             | 19   |        |
| 16  | 33 | Daniel Abt             | NIO 333 FE Team                  | 38     | +35.424             | 21   |        |
| 17  | 6  | Sérgio Sette Câmara    | GEOX Dragon                      | 38     | +35.727             | 20   |        |
| 18  | 3  | Oliver Turvey          | NIO 333 FE Team                  | 38     | +36.356             | 15   |        |
| 19  | 27 | Alexander Sims         | BMW i Andretti Motorsport        | 38     | +42.395             | Pit  |        |
| 20  | 51 | James Calado           | Panasonic Jaguar Racing          | 38     | +52.828             | 22   |        |
| NC  | 19 | Felipe Massa           | ROKiT Venturi Racing             | 38     | +1:21.241           | 17   |        |
| DNF | 28 | Maximilian Günther     | BMW i Andretti Motorsport        | 27     | Schade ongeluk      | 11   |        |
| DNF | 17 | Nyck de Vries          | Mercedes-Benz EQ Formula E Team  | 15     | Elektrisch          | 4    |        |
| DSQ | 64 | Jérôme d'Ambrosio      | Mahindra Racing                  | 38     | Gediskwalificeerd   | 22   |        |

## Race 3

### Kwalificatie
| Pos                 | No | Coureur                | Team                             | Q1       | Q2       | Grid |
| ------------------- | -- | ---------------------- | -------------------------------- | -------- | -------- | ---- |
| 1                   | 25 | Jean-Éric Vergne       | DS Techeetah                     | 1:06.597 | 1:06.277 | 1    |
| 2                   | 28 | Maximilian Günther     | BMW i Andretti Motorsport        | 1:06.856 | 1:06.772 | 2    |
| 3                   | 64 | Jérôme d'Ambrosio      | Mahindra Racing                  | 1:06.748 | 1:06.825 | 3    |
| 4                   | 5  | Stoffel Vandoorne      | Mercedes-Benz EQ Formula E Team  | 1:06.714 | 1:06.965 | 4    |
| 5                   | 94 | Alex Lynn              | Mahindra Racing                  | 1:06.731 | 1:07.177 | 5    |
| 6                   | 4  | Robin Frijns           | Envision Virgin Racing           | 1:06.740 | 1:07.180 | 6    |
| 7                   | 36 | André Lotterer         | TAG Heuer Porsche Formula E Team | 1:06.867 |          | 7    |
| 8                   | 17 | Nyck de Vries          | Mercedes-Benz EQ Formula E Team  | 1:06.907 |          | 13   |
| 9                   | 13 | António Félix da Costa | DS Techeetah                     | 1:06.938 |          | 8    |
| 10                  | 22 | Oliver Rowland         | Nissan e.Dams                    | 1:06.947 |          | 9    |
| 11                  | 11 | Lucas di Grassi        | Audi Sport ABT Schaeffler        | 1:06.960 |          | 10   |
| 12                  | 6  | Sérgio Sette Câmara    | GEOX Dragon                      | 1:07.077 |          | 11   |
| 13                  | 19 | Felipe Massa           | ROKiT Venturi Racing             | 1:07.090 |          | 12   |
| 14                  | 48 | Edoardo Mortara        | ROKiT Venturi Racing             | 1:07.098 |          | 14   |
| 15                  | 23 | Sébastien Buemi        | Nissan e.Dams                    | 1:07.140 |          | 15   |
| 16                  | 27 | Alexander Sims         | BMW i Andretti Motorsport        | 1:07.141 |          | 16   |
| 17                  | 51 | James Calado           | Panasonic Jaguar Racing          | 1:07.147 |          | 17   |
| 18                  | 18 | Neel Jani              | TAG Heuer Porsche Formula E Team | 1:07.193 |          | 18   |
| 19                  | 20 | Mitch Evans            | Panasonic Jaguar Racing          | 1:07.197 |          | 19   |
| 20                  | 2  | Sam Bird               | Envision Virgin Racing           | 1:07.208 |          | 20   |
| 21                  | 66 | René Rast              | Audi Sport ABT Schaeffler        | 1:07.261 |          | 21   |
| 22                  | 33 | Daniel Abt             | NIO 333 FE Team                  | 1:07.331 |          | 22   |
| 23                  | 7  | Nico Müller            | GEOX Dragon                      | 1:07.366 |          | 23   |
| 24                  | 3  | Oliver Turvey          | NIO 333 FE Team                  | 1:07.521 |          | 24   |
| 110%-tijd: 1:13.256 |    |                        |                                  |          |          |      |

### Race
| Pos | No | Coureur                | Team                             | Rondes | Tijd/Oorzaak uitval | Grid | Punten |
| --- | -- | ---------------------- | -------------------------------- | ------ | ------------------- | ---- | ------ |
| 1   | 28 | Maximilian Günther     | BMW i Andretti Motorsport        | 35     | 46:15.512           | 2    | 25     |
| 2   | 4  | Robin Frijns           | Envision Virgin Racing           | 35     | +0.128              | 6    | 18     |
| 3   | 25 | Jean-Éric Vergne       | DS Techeetah                     | 35     | +2.569              | 1    | 19     |
| 4   | 13 | António Félix da Costa | DS Techeetah                     | 35     | +2.743              | 8    | 12     |
| 5   | 36 | André Lotterer         | TAG Heuer Porsche Formula E Team | 35     | +3.136              | 7    | 10     |
| 6   | 22 | Oliver Rowland         | Nissan e.Dams                    | 35     | +5.547              | 9    | 8      |
| 7   | 64 | Jérôme d'Ambrosio      | Mahindra Racing                  | 35     | +7.893              | 3    | 6      |
| 8   | 11 | Lucas di Grassi        | Audi Sport ABT Schaeffler        | 35     | +12.672             | 10   | 4      |
| 9   | 20 | Mitch Evans            | Panasonic Jaguar Racing          | 35     | +13.511             | 19   | 3      |
| 10  | 27 | Alexander Sims         | BMW i Andretti Motorsport        | 35     | +19.248             | 16   | 1      |
| 11  | 23 | Sébastien Buemi        | Nissan e.Dams                    | 35     | +20.240             | 15   |        |
| 12  | 7  | Nico Müller            | GEOX Dragon                      | 35     | +20.486             | 23   |        |
| 13  | 2  | Sam Bird               | Envision Virgin Racing           | 35     | +20.733             | 20   |        |
| 14  | 48 | Edoardo Mortara        | ROKiT Venturi Racing             | 35     | +20.944             | 14   |        |
| 15  | 33 | Daniel Abt             | NIO 333 FE Team                  | 35     | +21.948             | 22   |        |
| 16  | 3  | Oliver Turvey          | NIO 333 FE Team                  | 35     | +22.774             | 24   |        |
| 17  | 94 | Alex Lynn              | Mahindra Racing                  | 35     | +23.181             | 5    |        |
| 18  | 17 | Nyck de Vries          | Mercedes-Benz EQ Formula E Team  | 35     | +32.520             | 13   |        |
| 19  | 19 | Felipe Massa           | ROKiT Venturi Racing             | 35     | +36.549             | 12   |        |
| DNF | 66 | René Rast              | Audi Sport ABT Schaeffler        | 30     | Elektrisch          | 21   |        |
| DNF | 5  | Stoffel Vandoorne      | Mercedes-Benz EQ Formula E Team  | 17     | Lekke band          | 4    |        |
| DNF | 51 | James Calado           | Panasonic Jaguar Racing          | 13     | Schade ongeluk      | 17   |        |
| DNF | 6  | Sérgio Sette Câmara    | GEOX Dragon                      | 10     | Ongeluk             | 11   |        |
| DNF | 18 | Neel Jani              | TAG Heuer Porsche Formula E Team | 10     | Ongeluk             | 18   |        |

## Race 4

### Kwalificatie
| Pos                 | No | Coureur                | Team                             | Q1       | Q2       | Grid |
| ------------------- | -- | ---------------------- | -------------------------------- | -------- | -------- | ---- |
| 1                   | 25 | Jean-Éric Vergne       | DS Techeetah                     | 1:06.484 | 1:06.107 | 1    |
| 2                   | 13 | António Félix da Costa | DS Techeetah                     | 1:06.708 | 1:06.247 | 2    |
| 3                   | 22 | Oliver Rowland         | Nissan e.Dams                    | 1:06.484 | 1:06.552 | 3    |
| 4                   | 23 | Sébastien Buemi        | Nissan e.Dams                    | 1:06.700 | 1:06.564 | 4    |
| 5                   | 17 | Nyck de Vries          | Mercedes-Benz EQ Formula E Team  | 1:06.575 | 1:06.597 | 5    |
| 6                   | 19 | Felipe Massa           | ROKiT Venturi Racing             | 1:06.674 | 1:06.777 | 6    |
| 7                   | 94 | Alex Lynn              | Mahindra Racing                  | 1:06.741 |          | 7    |
| 8                   | 66 | René Rast              | Audi Sport ABT Schaeffler        | 1:06.754 |          | 8    |
| 9                   | 64 | Jérôme d'Ambrosio      | Mahindra Racing                  | 1:06.778 |          | 9    |
| 10                  | 4  | Robin Frijns           | Envision Virgin Racing           | 1:06.818 |          | 10   |
| 11                  | 20 | Mitch Evans            | Panasonic Jaguar Racing          | 1:06.859 |          | 11   |
| 12                  | 11 | Lucas di Grassi        | Audi Sport ABT Schaeffler        | 1:06.866 |          | 12   |
| 13                  | 48 | Edoardo Mortara        | ROKiT Venturi Racing             | 1:06.870 |          | 13   |
| 14                  | 51 | James Calado           | Panasonic Jaguar Racing          | 1:06.904 |          | 14   |
| 15                  | 7  | Nico Müller            | GEOX Dragon                      | 1:06.940 |          | 15   |
| 16                  | 27 | Alexander Sims         | BMW i Andretti Motorsport        | 1:06.951 |          | 16   |
| 17                  | 2  | Sam Bird               | Envision Virgin Racing           | 1:06.953 |          | 17   |
| 18                  | 36 | André Lotterer         | TAG Heuer Porsche Formula E Team | 1:07.036 |          | 18   |
| 19                  | 3  | Oliver Turvey          | NIO 333 FE Team                  | 1:07.038 |          | 19   |
| 20                  | 5  | Stoffel Vandoorne      | Mercedes-Benz EQ Formula E Team  | 1:07.064 |          | 20   |
| 21                  | 28 | Maximilian Günther     | BMW i Andretti Motorsport        | 1:07.103 |          | 21   |
| 22                  | 18 | Neel Jani              | TAG Heuer Porsche Formula E Team | 1:07.119 |          | 22   |
| 23                  | 33 | Daniel Abt             | NIO 333 FE Team                  | 1:07.351 |          | 23   |
| 24                  | 6  | Sérgio Sette Câmara    | GEOX Dragon                      | 1:07.492 |          | 24   |
| 110%-tijd: 1:12.717 |    |                        |                                  |          |          |      |

### Race
| Pos | No | Coureur                | Team                             | Rondes | Tijd/Oorzaak uitval | Grid | Punten |
| --- | -- | ---------------------- | -------------------------------- | ------ | ------------------- | ---- | ------ |
| 1   | 25 | Jean-Éric Vergne       | DS Techeetah                     | 37     | 46:24.803           | 1    | 29     |
| 2   | 13 | António Félix da Costa | DS Techeetah                     | 37     | +0.497              | 2    | 19     |
| 3   | 23 | Sébastien Buemi        | Nissan e.Dams                    | 37     | +1.392              | 4    | 15     |
| 4   | 17 | Nyck de Vries          | Mercedes-Benz EQ Formula E Team  | 37     | +3.791              | 5    | 12     |
| 5   | 22 | Oliver Rowland         | Nissan e.Dams                    | 37     | +5.018              | 3    | 10     |
| 6   | 11 | Lucas di Grassi        | Audi Sport ABT Schaeffler        | 37     | +9.805              | 12   | 8      |
| 7   | 20 | Mitch Evans            | Panasonic Jaguar Racing          | 37     | +14.814             | 11   | 6      |
| 8   | 36 | André Lotterer         | TAG Heuer Porsche Formula E Team | 37     | +15.755             | 18   | 4      |
| 9   | 94 | Alex Lynn              | Mahindra Racing                  | 37     | +21.001             | 7    | 2      |
| 10  | 19 | Felipe Massa           | ROKiT Venturi Racing             | 37     | +22.809             | 6    | 1      |
| 11  | 2  | Sam Bird               | Envision Virgin Racing           | 37     | +22.911             | 17   |        |
| 12  | 5  | Stoffel Vandoorne      | Mercedes-Benz EQ Formula E Team  | 37     | +23.388             | 20   |        |
| 13  | 27 | Alexander Sims         | BMW i Andretti Motorsport        | 37     | +23.575             | 16   |        |
| 14  | 48 | Edoardo Mortara        | ROKiT Venturi Racing             | 37     | +23.889             | 13   |        |
| 15  | 64 | Jérôme d'Ambrosio      | Mahindra Racing                  | 37     | +23.914             | 9    |        |
| 16  | 66 | René Rast              | Audi Sport ABT Schaeffler        | 37     | +24.381             | 8    |        |
| 17  | 51 | James Calado           | Panasonic Jaguar Racing          | 37     | +26.600             | 14   |        |
| 18  | 33 | Daniel Abt             | NIO 333 FE Team                  | 37     | +29.121             | 23   |        |
| 19  | 18 | Neel Jani              | TAG Heuer Porsche Formula E Team | 37     | +29.527             | 22   |        |
| 20  | 7  | Nico Müller            | GEOX Dragon                      | 37     | +29.527             | 22   |        |
| 21  | 6  | Sérgio Sette Câmara    | GEOX Dragon                      | 37     | +36.315             | 24   |        |
| 22  | 3  | Oliver Turvey          | NIO 333 FE Team                  | 37     | +1:01.473           | 19   |        |
| DNF | 28 | Maximilian Günther     | BMW i Andretti Motorsport        | 0      | Ongeluk             | 21   |        |
| DNS | 4  | Robin Frijns           | Envision Virgin Racing           | 0      | Niet gestart        | 10   |        |

## Race 5

### Kwalificatie
| Pos                 | No | Coureur                | Team                             | Q1        | Q2       | Grid |
| ------------------- | -- | ---------------------- | -------------------------------- | --------- | -------- | ---- |
| 1                   | 22 | Oliver Rowland         | Nissan e.Dams                    | 1:16.191  | 1:05.955 | 1    |
| 2                   | 4  | Robin Frijns           | Envision Virgin Racing           | 1:16.187  | 1:16.004 | 2    |
| 3                   | 18 | Neel Jani              | TAG Heuer Porsche Formula E Team | 1:16.234  | 1:16.052 | 3    |
| 4                   | 66 | René Rast              | Audi Sport ABT Schaeffler        | 1:15.993  | 1:16.127 | 4    |
| 5                   | 94 | Alex Lynn              | Mahindra Racing                  | 1:16.158  | 1:16.192 | 5    |
| 6                   | 51 | Tom Blomqvist          | Panasonic Jaguar Racing          | 1:16.226  | 1:16.529 | 6    |
| 7                   | 36 | André Lotterer         | TAG Heuer Porsche Formula E Team | 1:16.241  |          | 7    |
| 8                   | 19 | Felipe Massa           | ROKiT Venturi Racing             | 1:16.251  |          | 8    |
| 9                   | 6  | Sérgio Sette Câmara    | GEOX Dragon                      | 1:16.292  |          | 9    |
| 10                  | 48 | Edoardo Mortara        | ROKiT Venturi Racing             | 1:16.296  |          | 10   |
| 11                  | 7  | Nico Müller            | GEOX Dragon                      | 1:16.327  |          | 11   |
| 12                  | 3  | Oliver Turvey          | NIO 333 FE Team                  | 1:16.328  |          | 12   |
| 13                  | 28 | Maximilian Günther     | BMW i Andretti Motorsport        | 1:16.394  |          | 16   |
| 14                  | 20 | Mitch Evans            | Panasonic Jaguar Racing          | 1:16.395  |          | 13   |
| 15                  | 27 | Alexander Sims         | BMW i Andretti Motorsport        | 1:16.449  |          | 14   |
| 16                  | 2  | Sam Bird               | Envision Virgin Racing           | 1:16.524  |          | 15   |
| 17                  | 64 | Jérôme d'Ambrosio      | Mahindra Racing                  | 1:16.539  |          | 17   |
| 18                  | 5  | Stoffel Vandoorne      | Mercedes-Benz EQ Formula E Team  | 1:16.646  |          | 18   |
| 19                  | 17 | Nyck de Vries          | Mercedes-Benz EQ Formula E Team  | 1:16.755  |          | 19   |
| 20                  | 33 | Daniel Abt             | NIO 333 FE Team                  | 1:16.868  |          | 20   |
| 110%-tijd: 1:23.592 |    |                        |                                  |           |          |      |
| NC                  | 13 | António Félix da Costa | DS Techeetah                     | geen tijd |          | 21   |
| NC                  | 23 | Sébastien Buemi        | Nissan e.Dams                    | geen tijd |          | 22   |
| NC                  | 11 | Lucas di Grassi        | Audi Sport ABT Schaeffler        | geen tijd |          | 23   |
| NC                  | 25 | Jean-Éric Vergne       | DS Techeetah                     | geen tijd |          | 24   |

### Race
| Pos | No | Coureur                | Team                             | Rondes | Tijd/Oorzaak uitval | Grid | Punten |
| --- | -- | ---------------------- | -------------------------------- | ------ | ------------------- | ---- | ------ |
| 1   | 22 | Oliver Rowland         | Nissan e.Dams                    | 36     | 47:28.880           | 1    | 29     |
| 2   | 4  | Robin Frijns           | Envision Virgin Racing           | 36     | +1.903              | 2    | 18     |
| 3   | 66 | René Rast              | Audi Sport ABT Schaeffler        | 36     | +7.490              | 4    | 16     |
| 4   | 36 | André Lotterer         | TAG Heuer Porsche Formula E Team | 36     | +7.863              | 7    | 12     |
| 5   | 94 | Alex Lynn              | Mahindra Racing                  | 36     | +11.441             | 5    | 10     |
| 6   | 18 | Neel Jani              | TAG Heuer Porsche Formula E Team | 36     | +12.922             | 3    | 8      |
| 7   | 20 | Mitch Evans            | Panasonic Jaguar Racing          | 36     | +14.106             | 13   | 6      |
| 8   | 48 | Edoardo Mortara        | ROKiT Venturi Racing             | 36     | +17.134             | 10   | 4      |
| 9   | 5  | Stoffel Vandoorne      | Mercedes-Benz EQ Formula E Team  | 36     | +18.949             | 18   | 2      |
| 10  | 23 | Sébastien Buemi        | Nissan e.Dams                    | 36     | +19.731             | 22   | 1      |
| 11  | 27 | Alexander Sims         | BMW i Andretti Motorsport        | 36     | +23.331             | 14   |        |
| 12  | 51 | Tom Blomqvist          | Panasonic Jaguar Racing          | 36     | +24.807             | 6    |        |
| 13  | 19 | Felipe Massa           | ROKiT Venturi Racing             | 36     | +27.775             | 8    |        |
| 14  | 17 | Nyck de Vries          | Mercedes-Benz EQ Formula E Team  | 36     | +28.723             | 19   |        |
| 15  | 6  | Sérgio Sette Câmara    | GEOX Dragon                      | 36     | +31.132             | 9    |        |
| 16  | 64 | Jérôme d'Ambrosio      | Mahindra Racing                  | 36     | +31.524             | 17   |        |
| 17  | 7  | Nico Müller            | GEOX Dragon                      | 36     | +34.140             | 11   |        |
| 18  | 25 | Jean-Éric Vergne       | DS Techeetah                     | 36     | +34.986             | 24   |        |
| 19  | 3  | Oliver Turvey          | NIO 333 FE Team                  | 36     | +44.377             | 12   |        |
| 20  | 2  | Sam Bird               | Envision Virgin Racing           | 36     | +46.591             | 15   |        |
| 21  | 11 | Lucas di Grassi        | Audi Sport ABT Schaeffler        | 36     | +1:15.119           | 23   |        |
| DNF | 13 | António Félix da Costa | DS Techeetah                     | 35     | Elektrisch          | 21   |        |
| DNF | 33 | Daniel Abt             | NIO 333 FE Team                  | 33     | Technisch           | 20   |        |
| DNF | 28 | Maximilian Günther     | BMW i Andretti Motorsport        | 4      | Lekke band          | 16   |        |

## Race 6

### Kwalificatie
| Pos                 | No | Coureur                | Team                             | Q1       | Q2       | Grid |
| ------------------- | -- | ---------------------- | -------------------------------- | -------- | -------- | ---- |
| 1                   | 5  | Stoffel Vandoorne      | Mercedes-Benz EQ Formula E Team  | 1:15.717 | 1:15.468 | 1    |
| 2                   | 23 | Sébastien Buemi        | Nissan e.Dams                    | 1:15.660 | 1:15.527 | 2    |
| 3                   | 66 | René Rast              | Audi Sport ABT Schaeffler        | 1:15.688 | 1:15.720 | 3    |
| 4                   | 17 | Nyck de Vries          | Mercedes-Benz EQ Formula E Team  | 1:15.729 | 1:15.738 | 4    |
| 5                   | 4  | Robin Frijns           | Envision Virgin Racing           | 1:15.793 | 1:15.867 | 5    |
| 6                   | 48 | Edoardo Mortara        | ROKiT Venturi Racing             | 1:15.848 | 1:16.055 | 6    |
| 7                   | 94 | Alex Lynn              | Mahindra Racing                  | 1:15.851 |          | 7    |
| 8                   | 18 | Neel Jani              | TAG Heuer Porsche Formula E Team | 1:15.861 |          | 8    |
| 9                   | 6  | Sérgio Sette Câmara    | GEOX Dragon                      | 1:15.904 |          | 9    |
| 10                  | 11 | Lucas di Grassi        | Audi Sport ABT Schaeffler        | 1:15.915 |          | 10   |
| 11                  | 19 | Felipe Massa           | ROKiT Venturi Racing             | 1:15.937 |          | 11   |
| 12                  | 51 | Tom Blomqvist          | Panasonic Jaguar Racing          | 1:15.958 |          | 12   |
| 13                  | 3  | Oliver Turvey          | NIO 333 FE Team                  | 1:15.958 |          | 13   |
| 14                  | 2  | Sam Bird               | Envision Virgin Racing           | 1:16.002 |          | 14   |
| 15                  | 27 | Alexander Sims         | BMW i Andretti Motorsport        | 1:16.028 |          | 15   |
| 16                  | 64 | Jérôme d'Ambrosio      | Mahindra Racing                  | 1:16.057 |          | 16   |
| 17                  | 33 | Daniel Abt             | NIO 333 FE Team                  | 1:16.109 |          | 17   |
| 18                  | 28 | Maximilian Günther     | BMW i Andretti Motorsport        | 1:16.134 |          | 18   |
| 19                  | 13 | António Félix da Costa | DS Techeetah                     | 1:16.176 |          | 19   |
| 20                  | 36 | André Lotterer         | TAG Heuer Porsche Formula E Team | 1:16.317 |          | 20   |
| 21                  | 25 | Jean-Éric Vergne       | DS Techeetah                     | 1:16.393 |          | 21   |
| 22                  | 7  | Nico Müller            | GEOX Dragon                      | 1:16.409 |          | Pit  |
| 23                  | 20 | Mitch Evans            | Panasonic Jaguar Racing          | 1:16.449 |          | 23   |
| 24                  | 22 | Oliver Rowland         | Nissan e.Dams                    | 1:16.993 |          | 24   |
| 110%-tijd: 1:23.226 |    |                        |                                  |          |          |      |

### Race
| Pos | No | Coureur                | Team                             | Rondes | Tijd/Oorzaak uitval | Grid | Punten |
| --- | -- | ---------------------- | -------------------------------- | ------ | ------------------- | ---- | ------ |
| 1   | 5  | Stoffel Vandoorne      | Mercedes-Benz EQ Formula E Team  | 36     | 47:22.107           | 1    | 28     |
| 2   | 17 | Nyck de Vries          | Mercedes-Benz EQ Formula E Team  | 36     | +1.340              | 4    | 18     |
| 3   | 23 | Sébastien Buemi        | Nissan e.Dams                    | 36     | +2.841              | 2    | 16     |
| 4   | 66 | René Rast              | Audi Sport ABT Schaeffler        | 36     | +3.580              | 3    | 12     |
| 5   | 2  | Sam Bird               | Envision Virgin Racing           | 36     | +8.710              | 4    | 11     |
| 6   | 11 | Lucas di Grassi        | Audi Sport ABT Schaeffler        | 36     | +11.593             | 10   | 8      |
| 7   | 25 | Jean-Éric Vergne       | DS Techeetah                     | 36     | +12.895             | 21   | 6      |
| 8   | 94 | Alex Lynn              | Mahindra Racing                  | 36     | +14.719             | 7    | 4      |
| 9   | 13 | António Félix da Costa | DS Techeetah                     | 36     | +15.304             | 19   | 2      |
| 10  | 48 | Edoardo Mortara        | ROKiT Venturi Racing             | 36     | +16.154             | 6    | 1      |
| 11  | 20 | Mitch Evans            | Panasonic Jaguar Racing          | 36     | +16.348             | 23   |        |
| 12  | 28 | Maximilian Günther     | BMW i Andretti Motorsport        | 36     | +17.798             | 18   |        |
| 13  | 27 | Alexander Sims         | BMW i Andretti Motorsport        | 36     | +22.229             | 15   |        |
| 14  | 36 | André Lotterer         | TAG Heuer Porsche Formula E Team | 36     | +23.893             | 20   |        |
| 15  | 18 | Neel Jani              | TAG Heuer Porsche Formula E Team | 36     | +24.888             | 8    |        |
| 16  | 19 | Felipe Massa           | ROKiT Venturi Racing             | 36     | +25.577             | 11   |        |
| 17  | 51 | Tom Blomqvist          | Panasonic Jaguar Racing          | 36     | +25.992             | 12   |        |
| 18  | 64 | Jérôme d'Ambrosio      | Mahindra Racing                  | 36     | +30.485             | 16   |        |
| 19  | 6  | Sérgio Sette Câmara    | GEOX Dragon                      | 36     | +31.453             | 9    |        |
| 20  | 33 | Daniel Abt             | NIO 333 FE Team                  | 36     | +38.071             | 17   |        |
| 21  | 3  | Oliver Turvey          | NIO 333 FE Team                  | 36     | +39.694             | 13   |        |
| 22  | 7  | Nico Müller            | GEOX Dragon                      | 36     | +1:11.178           | Pit  |        |
| DNF | 4  | Robin Frijns           | Envision Virgin Racing           | 33     | Lekke band          | 5    |        |
| DNF | 22 | Oliver Rowland         | Nissan e.Dams                    | 25     | Ongeluk             | 24   |        |

## Eindstanden wereldkampioenschap

### Coureurs
| Positie | No. | Rijder                 | Team                             | Punten |
| ------- | --- | ---------------------- | -------------------------------- | ------ |
| 01      | 13  | António Félix da Costa | DS Techeetah                     | 158    |
| 02      | 5   | Stoffel Vandoorne      | Mercedes-Benz EQ Formula E Team  | 87     |
| 03      | 25  | Jean-Éric Vergne       | DS Techeetah                     | 86     |
| 04      | 23  | Sébastien Buemi        | Nissan e.dams                    | 84     |
| 05      | 22  | Oliver Rowland         | Nissan e.dams                    | 83     |
| 06      | 11  | Lucas di Grassi        | Audi Sport ABT Schaeffler        | 77     |
| 07      | 20  | Mitch Evans            | Panasonic Jaguar Racing          | 71     |
| 08      | 36  | André Lotterer         | TAG Heuer Porsche Formula E Team | 71     |
| 05      | 28  | Maximilian Günther     | BMW i Andretti Motorsport        | 69     |
| 10      | 2   | Sam Bird               | Envision Virgin Racing           | 63     |

### Constructeurs
| Positie | Team                             | Punten |
| ------- | -------------------------------- | ------ |
| 01      | DS Techeetah                     | 244    |
| 02      | Nissan e.dams                    | 167    |
| 03      | Mercedes-Benz EQ Formula E Team  | 147    |
| 04      | Envision Virgin Racing           | 121    |
| 05      | BMW i Andretti Motorsport        | 118    |
| 06      | Audi Sport ABT Schaeffler        | 114    |
| 07      | Panasonic Jaguar Racing          | 81     |
| 08      | TAG Heuer Porsche Formula E Team | 79     |
| 09      | Mahindra Racing                  | 49     |
| 10      | ROKiT Venturi Racing             | 44     |